# Jakimovo
Jakimovo (bulgariska: Якимово) är en ort i Bulgarien.   Den ligger i kommunen Obsjtina Jakimovo och regionen Montana, i den nordvästra delen av landet, 110 km norr om huvudstaden Sofia. Jakimovo ligger 102 meter över havet och antalet invånare är 2 665.
Terrängen runt Jakimovo är huvudsakligen platt. Jakimovo ligger nere i en dal. Närmaste större samhälle är Văltjedrăm, 8,6 km nordost om Jakimovo.
Trakten runt Jakimovo består till största delen av jordbruksmark. Runt Jakimovo är det ganska glesbefolkat, med 38 invånare per kvadratkilometer.